# Жетисай
Жетисай (на казахски: Жетісай, на руски: Жетысай) e град в Южен Казахстан, административен център на Жетисайския район на Туркестанска област. Намира се в близост до казахстанско-узбекистанската граница, на 110 км от столицата на Узбекистан – Ташкент и на 393 км от областния център Туркестан.
В града функционират памукоочистителна фабрика, пивоварна и хлебозавод и цех за производство на растително и памуково масло.

## История
Възниква като селище през 1939 г. във връзка с изграждането на напоителния канал „Киров“ в Гладната степ и развитието на отглеждането на памук. През 1951 г. е обявено за село, а през 1969 г. придобива статут на град. В съветско време градът е бил известен като Джетисай. През 1993 г. добива сегашното си име с постановление на Президиума на Върховния съвет на Казахстан.